# Кавендиш-Скотт-Бентинк, Джордж
Уи́льям Джордж Фре́дерик Ка́вендиш-Скотт-Бентинк (англ. Lord William George Frederick Cavendish-Scott-Bentinck; 27 февраля 1802[…], Welbeck Abbey, Ноттингемшир — 21 сентября 1848[…], The Dukeries, Ноттингемшир) — британский политик-консерватор.

## Биография

### Происхождение
Происходил из дворянского рода Бентинк. Родился в четвёртым ребёнком в семье Уильяма Кавендиш-Скотт-Бентинк, 4-го герцога Портленда и Генриетты Бентинк, герцогини Портленд. Его мать была дочерью и одной из наследниц генерала Джона Скотта герцога Файф.

### Ранние годы
В 1818 году вместе со старшим братом Уильямом вступил в британскую армию, но из-за ряда конфликтов не смог построить военную службу. Во время службы офицером в 9-м уланском полку назвал старшего офицера Джона Керра «трусом» в феврале 1821 года. Старший офицер обвинил его в «невнимании к долгу и презрительном, не подчинительном и неуважительном поведении».
После проведённого расследования, Бентинк был оправдан, но в мае 1821 года, Бентинк и Керр планировали провести дуэль в Париже, что потребовало вмешательства Джорджа Каннинга. После возвращения в Англию перешёл в другой полк и планировал отправиться в Индию.
В мае 1822 года был назначен адъютантом Каннинга, принявшего должность генерал-губернатора Индии, но вместо этого он был назначен министром иностранных дел вместо покончившего жизнь самоубийством Роберта Каслри.

## Комментарии
1. ↑  англ. poltroon